# Kuybyshevsky (huyện của Novosibirsk)
Huyện Kuybyshevskysky (tiếng Nga: Ку́йбышевский райо́н) là một huyện hành chính tự quản (raion), của Tỉnh Novosibirsk, Nga. Huyện có diện tích 8823 kilômét vuông, dân số thời điểm ngày 1 tháng 1 năm 2000 là 18100 người. Trung tâm của huyện đóng ở Kuybyshev.